# Spetsrovbärfis
Spetsrovbärfis (Picromerus bidens) tillhör familjen bärfisar. 

## Kännetecken
Spetsrovbärfis har en längd på mellan 10 och 13 millimeter. Den känns lätt igen på halssköldens spetsiga hörn och de gulröda antennerna.

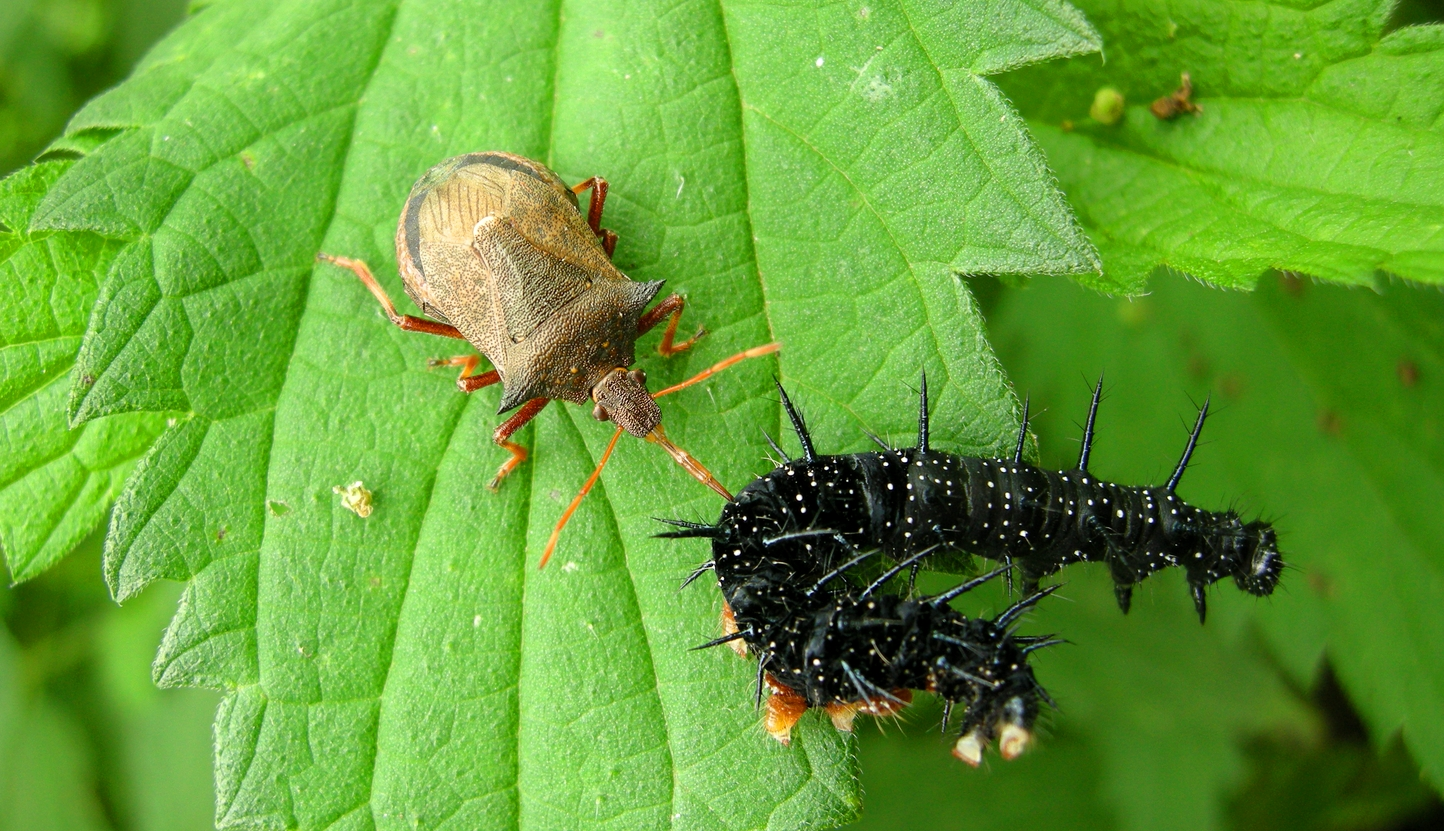
Spetsrovbärfis suger ut en fjärilslarv

## Levnadssätt
Spetsrovbärfisen lever på att suga ut insekter, främst bladbaggar men även andra skalbaggar, fjärilslarver, växtstekellarver och skalbaggslarver. De yngre larverna lever dock på att suga växtsafter. Till skillnad mot nästan alla andra bärfisar så övervintrar spetsbärfisen som ägg och inte som fullvuxna. De fullvuxna djuren ses från början av juli. Honan lägger ägg på trädstammar eller blad.

## Utbredning
Spetsrovbärfis finns i större delen av den palearktiska regionen. Den förekommer allmänt i hela Sverige utom i fjällen.